# روکو شیمیچ
روکو شیمیچ (انگلیسی: Roko Šimić؛ زادهٔ ۱۰ سپتامبر ۲۰۰۳) بازیکن فوتبال اهل کرواسی است.
وی همچنین در تیم‌های ملی فوتبال تیم ملی فوتبال زیر 16 سال کرواسی, تیم ملی فوتبال زیر 17 سال کرواسی و زیر ۲۱ سال کرواسی بازی کرده‌است.